# Piramidele coafate de la Ritten

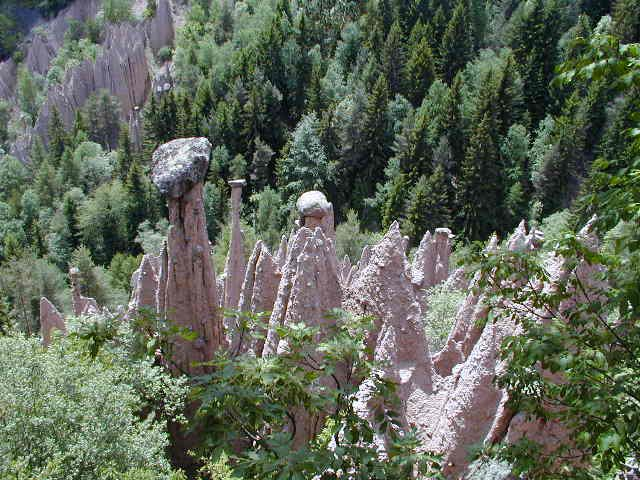
Piramidele coafate de la Ritten

Piramidele coafate de la Ritten sunt situate în nordul Italiei.

## Descriere
Aceste "piramide coafate" sunt de fapt niște coloane tâșnite parcă din ravenele întunecoase ale Italiei de nord. Coloanele sunt late la bază și se îngustează spre vârf. Unele sunt scurte și îndesate, altele înalte. Cea mai înaltă atinge 40 de metri, dar oricare ar fi forma sau înălțimea coloanei, toate au în vârf câte o ciudată "pălărie" de piatră. În jurul lor s-au creat foarte multe legende. "Piramidele' sunt numite "ciupercile de  pământ" sau " les demoiselles coiffées" (domnișoarele cu pălărie). Ele se află la aproximativ 1000 de metri deasupra nivelului mării.

## Geologie
"Pălăriile" și materialul din care se formează piaștrii au fost aduse în acea zonă de către era glaciară. Resturi de rocă , mari sau mici , au fost prinse în masa ghețarilor în deplasare. Când gheața s-a retras, resturile s-au depus în strat gros pe pantele muntelui.

## Viața unui piastru
Pietrele îngropate in lutul din pământ au format piramidele. Apa de ploaie constriește o rețea de albii adânci, și orice piatră din aceste albii acționează ca o umbrelă. Când lutul este luat de apă, piatra și pământul se înalța. În sfârșit, piatra cade, si coloana se sfărâmă  datorită ploii.